# Воронов, Алексей Григорьевич
Алексей Григорьевич Воронов (1909—1965) — участник Великой Отечественной войны, начальник политотдела 73-й гвардейской стрелковой дивизии (57-я армия, 3-й Украинский фронт), гвардии подполковник, Герой Советского Союза (1945).

## Биография
Родился 30 марта 1909 года в г. Ростов-на-Дону в семье служащего.
Русский. Член КПСС с 1939 года.
В 1935 году окончил Московский химико-технологический институт им. Менделеева. В Красной Армии в 1935—1936 годах и с июня 1941 года. В действующей армии с июня 1944 года.
Начальник политотдела стрелковой дивизии гвардии подполковник Воронов в ноябре 1944 года руководил переправой дивизии через Дунай. В районе населенного пункта Батина (Югославия) при штурме опорного пункта возглавлял группу бойцов и офицеров; личным примером воодушевлял атакующих при овладении населёнными пунктами Змаевац, Каменац, Каранч (севернее г. Осиек).
С 14 сентября 1945 года — в запасе. Директор ГФЗ имени Ломоносова с апреля 1947 года по октябрь 1951 года. Затем жил в Москве. Работал в Секретариате Совета Министров СССР.
Умер 12 ноября 1965 года в Москве. Похоронен на Ваганьковском кладбище.

## Память
- Могила Героя на Ваганьковском кладбище является объектом культурного наследия[1][2].

## Награды
- Медаль «Золотая Звезда» Героя Советского Союза (28.04.1945).
- Награждён орденом Ленина, двумя орденами Красного Знамени, орденами Отечественной войны 1 и 2 степеней, Красной Звезды, медалями.